# Great Wratting
Great Wratting – wieś w Anglii, w hrabstwie Suffolk, w dystrykcie West Suffolk. Leży 48 km na zachód od miasta Ipswich i 78 km na północny wschód od Londynu. Miejscowość liczy 210 mieszkańców.